# James Ireland
James Ireland MHM (ur. 30 kwietnia 1895 w Preston, zm. 12 września 1986 w Liverpoolu) – angielski duchowny rzymskokatolicki, misjonarz św. Józefa z Mill Hill, prefekt apostolski Falklandów.

## Biografia
James Ireland urodził się 30 kwietnia 1895 w Preston w Wielkiej Brytanii. 15 lipca 1923 w Londynie z rąk biskupa pomocniczego westminsterskiego Josepha Butta otrzymał święcenia prezbiteriatu i został kapłanem Stowarzyszenia Misjonarzy św. Józefa z Mill Hill.
28 marca 1952 papież Pius XII mianował go pierwszym prefektem apostolskim Falklandów. Jako ojciec soborowy wziął udział w soborze watykańskim II (z wyjątkiem pierwszej sesji).
7 maja 1973 przeszedł na emeryturę. Zmarł 12 września 1986 i został pochowany w Liverpoolu.